# Bonifacio III
Bonifacio III (Roma, ¿?-12 de noviembre de 607) fue el papa 66.º de la Iglesia católica, casi nueve meses, entre el 19 de febrero y el día de su muerte, el 12 de noviembre de 607.
Hijo de Juan Cataadioce, era romano de nacimiento, pero griego de origen. A pesar de la relativa brevedad de su pontificado, contribuyó de manera significativa a la organización de la Iglesia católica.
Siendo diácono, Bonifacio ya llamó la atención de Gregorio I, quien lo describió como "de probada fe y carácter" y le nombró apocrisiario (legado o nuncio papal) en la corte bizantina en el 603. Esta fue una etapa muy importante en la vida de Bonifacio que influiría en su posterior papado. Como apocrisiario en Constantinopla, logró ganarse la estima del emperador Focas y demostró ser un diplomático excelente, lo que fue muy útil al recomendar a Gregorio Magno que intercediese ante el emperador por el obispo Alcison de Casiopea, de la isla de Córcega. 
Alcison alegaba que su posición obispal le había sido arrebatada por el obispo Juan de Euria en Épiso, que había huido de su hogar junto a su clero a fin de escapar de los ataques de los eslavos y avarios. Juan, habiéndose encontrado a salvo en Córcega, no estaba contento de servir bajo el obispo Alcison, por el contrario, conspiró para usurpar su autoridad episcopal. Normalmente, este comportamiento no habría sido tolerado, pero el emperador Focas tenía simpatía con el obispo Juan y prefirió no intervenir. Alcison apeló a Gregorio Magno, quien dejó a Bonifacio resolver el problema. En un golpe de genialidad diplomática, Bonifacio se las ingenió para reconciliar a todas las partes, manteniendo la confianza del emperador.
A la muerte del papa Sabiniano en febrero de 606, Bonifacio fue elegido como sucesor, pero su regreso desde Constantinopla a Roma se retrasó durante casi un año. Se ha debatido mucho acerca del por qué de este largo interregno; algunos historiadores opinan que la intención era permitir que Bonifacio concluyera su trabajo en Constantinopla, aunque muchos más piensan que esto se debió a problemas en la elección. Se cree que Bonifacio insistió en que la elección papal fuese libre y justa y que quizá se negó a asumir el cargo pontificio hasta convencerse de que así había sido.
En cualquier caso, una vez accedió al cargo, convocó un concilio en Roma en el que efectuó dos cambios importantes en lo concerniente a la elección papal:
- En primer lugar, prohibió que en vida de un papa se discutiese sobre su sucesión, bajo pena de excomunión.

- En segundo lugar, estableció que no se podrían tomar medidas para la elección de un sucesor hasta al menos tres días después del entierro del papa. Estos tres días de duelo se ampliaron a nueve en 1741 bajo el pontificado de Benedicto XIV.

Lo anterior indica que Bonifacio tenía una seria intención de mantener libres de interferencias externas las elecciones papales.
Otra acción notable de su pontificado resultó de sus estrechas relaciones con el emperador Focas. Buscó y obtuvo un decreto de Focas que restauró "La opinión de que el Bendito Pedro el Apóstol debe ser la cabeza de todas las Iglesias". Lo cual aseguró que el título de "Obispo Universal" perteneciese exclusivamente al obispo de Roma y terminó con el intento del patriarca Ciríaco de Constantinopla de establecerse con dicho título. Aunque algunas fuentes citan como evidencia que Bonifacio fundó la Iglesia católica, este decreto simplemente afirmó una visión planteada hacía mucho tiempo por Justiniano I, quien había dado reconocimiento legal a la primacía del pontificado romano.
Bonifacio III fue enterrado en la Basílica de San Pedro el 12 de noviembre de 607.